# 블루존
블루존(영어: blue zone)은 사람들이 평균보다 오래 산다고 주장되는 세계의 지역이다. 현재, 세계 5대 블루존으로 일본의 오키나와현, 이탈리아 사르데냐주의 누오로도, 코스타리카의 니코야 반도, 그리스의 이카리아섬, 미국 캘리포니아주의 로마린다이 꼽히고 있다. "블루존"이라는 이름은 "장수 인구가 있는 마을을 표시하기 위해 지도에 파란색 펜을 사용"한 과학자들의 원래 조사 중에 간단히 파생되었다.
하지만, 블루존 개념은 과학적 증거가 부족하고 원래 제안된 블루존인 오키나와에서 21세기 동안 기대 수명이 크게 감소함에 따라 다양한 비판을 받고 있다.

## 같이 보기
- 장수 (수명)
- 백세인
- 슈퍼센티네리언
- 노인학연구그룹